# Alexandra Stoian
Alexandra Stoian (bis 2008 Alexandra Rusu; * 5. August 1983 in Bran, Kreis Brașov) ist eine ehemalige  rumänische Biathletin.
Die Studentin Alexandra Stoian lebt in ihrer Geburtsstadt Bran. Sie betrieb seit 1993 Biathlon und gehörte seit 1997 zum rumänischen Nationalkader. Sie startet für S.C. Dinamo Brașov, wo sie von Gheorghe Gârniță trainiert wurde. Stoian hatte eine vergleichsweise lange Karriere im Juniorenbereich. Sie trat 1999 in Pokljuka, 2000 in Hochfilzen, 2002 in Ridnaun, 2003 in Kościelisko und 2004 in Haute-Maurienne bei Junioren-Weltmeisterschaften an. Mehrfach erreichte sie gute, wenn auch nicht ausgezeichnete Ergebnisse. So wurde sie 2002 Zehnte in der Verfolgung und Neunte im Sprint. Letztere Platzierung erreichte sie auch ein Jahr später. An ihren ersten Junioren-Europameisterschaften nahm Stoian 2000 in Zakopane teil. Es folgten Starts 2001 in Haute-Maurienne, 2002 in Kontiolahti, 2003 in Forni Avoltri sowie 2004 in Minsk. Schon 2001 konnte sie als Sechste in der Verfolgung und als Vierte mit der Staffel sehr gute Ergebnisse erreichen. Doch ihre beste Junioren-EM wurde ihre letzte. Sie gewann Bronze im Einzel, wurde Siebte im Sprint und Fünfte in der Verfolgung. Bei den Senioren-Europameisterschaften 2006 in Langdorf und 2007 in Bansko wurden die Staffelergebnisse beste Platzierungen (10./8.).
1999 debütierte Stoian in Hochfilzen im Biathlon-Weltcup (90. im Einzel). Ihr bestes Ergebnis in einem reinen Weltcup-Einzelrennen wurde ein 45. Rang in einem Einzel in Pokljuka in der Saison 2007/08. Bessere Platzierungen, darunter auch unter den besten Zehn, erreichte sie mehrfach mit der Staffel. Bestes Ergebnis war 2005 der siebte Platz beim vorolympischen Wettkampf in Cesana San Sicario, erreicht mit ihren langjährigen Staffelpartnerinnen Dana Plotogea, Éva Tófalvi und Mihaela Purdea. Mehrfach, zunächst 2005 in Hochfilzen sowie 2007 in Antholz nahm die Rumänin an Biathlon-Weltmeisterschaften teil. Ihre besten Ergebnisse erreichte sie mit der Staffel, 2005 14. und 2007 Elfte.
Die Karrierehöhepunkte Stoians waren die Olympischen Spiele 2002 von Salt Lake City und 2006 von Turin. 2002 trat sie nur im Sprint an und wurde dort 72., 2006 im Einzel (68.), Sprint (45.), der Verfolgung (überrundet von Kati Wilhelm) und 14. mit der Staffel. 2008 folgte die nächste WM-Teilnahme in Östersund, wo Platz 45 im Einzel bestes Ergebnis wurde. 2009 erreichte Stoian in Pyeongchang mit Platz 29 im Sprint ihren ersten Punktegewinn im Weltcup. Das Verfolgungsrennen beendete sie als 57., im Einzel lief die Rumänin auf Platz 68 und mit der Staffel kam sie auf den achten Rang. In Pokljuka konnte Stoian als 24. des Sprints ihr bestes Weltcupresultat noch verbessern. Alexandra Stoian nahm an den Olympischen Winterspielen 2010 teil. Ihr bestes Resultat war der 85. Platz im Einzel. Es war ihr einziger Start in Vancouver.

## Biathlon-Weltcup-Platzierungen
Die Tabelle zeigt alle Platzierungen (je nach Austragungsjahr einschließlich Olympische Spiele und Weltmeisterschaften).
- 1.–3. Platz: Anzahl der Podiumsplatzierungen
- Top 10: Anzahl der Platzierungen unter den ersten zehn (einschließlich Podium)
- Punkteränge: Anzahl der Platzierungen innerhalb der Punkteränge (einschließlich Podium und Top 10)
- Starts: Anzahl gelaufener Rennen in der jeweiligen Disziplin

| Platzierung                      | Einzel | Sprint | Verfolgung | Massenstart | Staffel | Gesamt |
| -------------------------------- | ------ | ------ | ---------- | ----------- | ------- | ------ |
| 1. Platz                         |        |        |            |             |         |        |
| 2. Platz                         |        |        |            |             |         |        |
| 3. Platz                         |        |        |            |             |         |        |
| Top 10                           |        |        |            |             | 7       | 7      |
| Punkteränge                      |        | 2      |            |             | 28      | 30     |
| Starts                           | 20     | 45     | 4          |             | 28      | 97     |
| Stand: nach der Saison 2009/2010 |        |        |            |             |         |        |